# Stazione di Seclì-Neviano-Aradeo
Stazione di Seclì-Neviano-Aradeo vasútállomás Olaszországban, Puglia régióban, Seclì településen.

## Vasútvonalak
Az állomást az alábbi vasútvonalak érintik:
- Novoli-Gagliano del Capo-vasútvonal

## Kapcsolódó állomások
A vasútállomáshoz az alábbi állomások vannak a legközelebb: 